# Valdeprado del Río
Valdeprado del Río is een gemeente in de Spaanse provincie en regio Cantabrië met een oppervlakte van 89,33 km². Valdeprado del Río telt 331 inwoners (1 januari 2016).

## Demografische ontwikkeling
Bron: INE, 1857-2011: volkstellingen
Opm.: In 1877 werd de gemeente Los Carabeos aangehecht